# Circondario di Heilbronn
Il circondario di Heilbronn (in tedesco Landkreis Heilbronn) è uno dei circondari dello stato tedesco del Baden-Württemberg.
Fa parte del distretto governativo di Stoccarda.

## Città e comuni
(Abitanti il 31 dicembre 2022)
| Città 1. Bad Friedrichshall (19 962) 2. Bad Rappenau (22 356) 3. Bad Wimpfen (7 398) 4. Beilstein (6 210) 5. Brackenheim (16 521) 6. Eppingen (22 226) 7. Güglingen (6 467) 8. Gundelsheim (7 586) 9. Lauffen am Neckar (11 816) 10. Leingarten (11 816) 11. Löwenstein (3 419) 12. Möckmühl (8 524) 13. Neckarsulm (26 495) 14. Neudenau (5 561) 15. Neuenstadt am Kocher (10 372) 16. Schwaigern (11 687) 17. Weinsberg (13 290) 18. Widdern (1 825) | Comuni 1. Abstatt (5 029) 2. Cleebronn (3 223) 3. Eberstadt (3 178) 4. Ellhofen (3 975) 5. Erlenbach (5 205) 6. Flein (7 401) 7. Gemmingen (5 516) 8. Hardthausen am Kocher (4 409) 9. Ilsfeld (9 826) 10. Ittlingen (2 615) 11. Jagsthausen (1 911) 12. Kirchardt (6 054) 13. Langenbrettach (3 942) 14. Lehrensteinsfeld (2 709) 15. Massenbachhausen (3 712) 16. Neckarwestheim (4 154) 17. Nordheim (8 475) 18. Obersulm (13 951) 19. Oedheim (6 598) 20. Offenau (3 004) 21. Pfaffenhofen (2 503) 22. Roigheim (1 457) 23. Siegelsbach (1 748) 24. Talheim (5 068) 25. Untereisesheim (4 349) 26. Untergruppenbach (8 651) 27. Wüstenrot (6 813) 28. Zaberfeld (4 276) |